# FR-F1
FR F1 (tiếng Pháp:Fusil à Répétition modèle F1) là súng bắn tỉa được sử dụng bởi các xạ thủ bắn tỉa Pháp. Nó được chế tạo bởi MAS (Manufacture d'Armes St. Etienne) một trong nhiều nhà máy sản xuất vũ khí của chính phủ Pháp. Nó đã được nâng cấp lên thành FR F2 nhưng hiện tại vẫn còn phục vụ trong quân đội Pháp. Ban đầu nó được thiết kế để sử dụng loại đạn riêng là 7.5x54mm MAS (7.5x54mm là loại đạn tiêu chuẩn của quân đội Pháp năm 1965). Sau này nó đã được thiết kế lại sử dụng loại đạn 7.62x51mm NATO khi bắt đầu nâng cấp lên thành khẩu FR F2. Nó được gắn ống nhắm tiêu chuẩn của quân đội Pháp là APX L806. Có tầm ngắm trong khoảng từ 600 đến 800 m. Nó là một trong những loại súng bắn tỉa có độ chính xác cao do chất lượng, nòng súng gắn tự do cùng với bộ phận chống giật ở đầu nòng súng giúp giữ độ ổn định khi bắn. FR F1 sử dụng hệ thống khóa nòng giống như súng trường MAS-36 cũ kỹ. FR F1 có thể gắn chân chống ngay chính giữa của súng.

## Hình ảnh

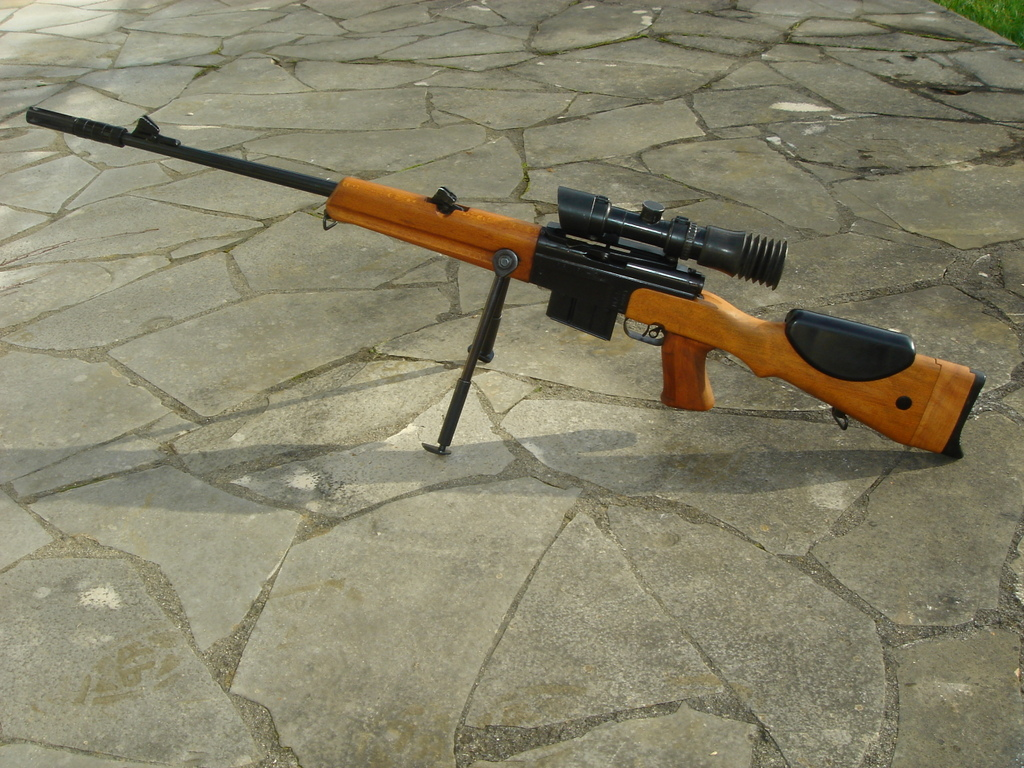
FR F1.
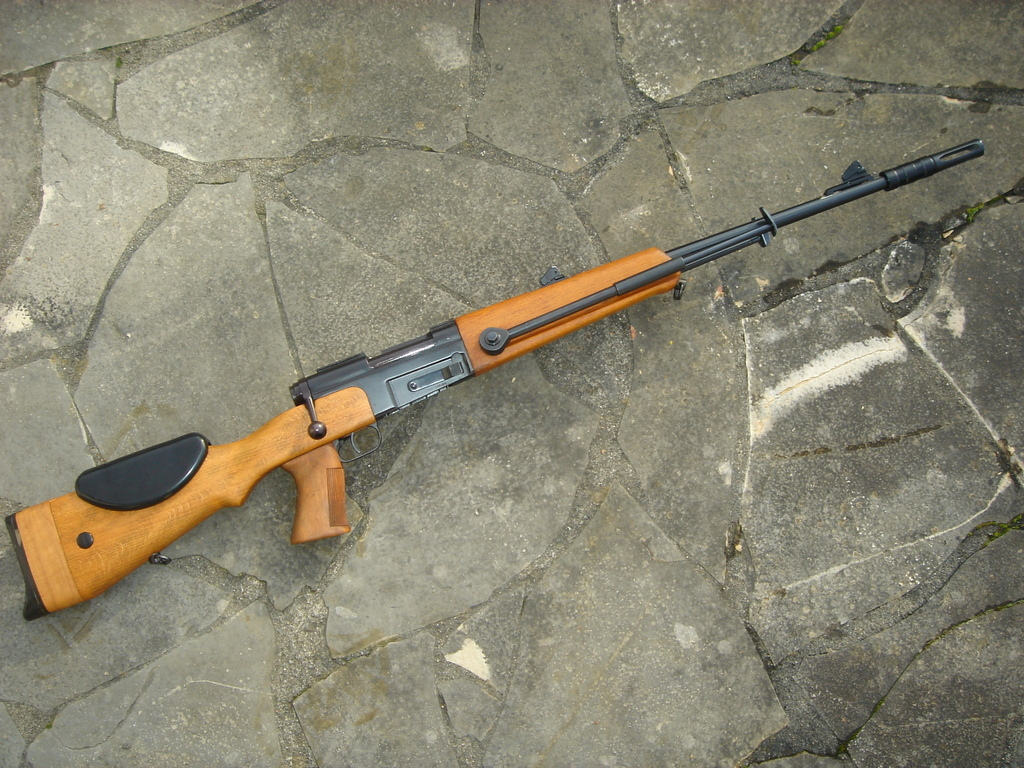
FR F1.